# Ślub (dramat)
Ślub – dramat Witolda Gombrowicza wydany w 1953 w Paryżu przez Instytut Literacki (w jednym wolumenie z powieścią Trans-Atlantyk).
Gombrowicz napisał Ślub w 1946, w trakcie pobytu w Argentynie. Jest on jednym z trzech, obok dramatów Operetka i Iwona, księżniczka Burgunda, scenicznych utworów Gombrowicza.

## Opis fabuły
Bohater, jeszcze młody mężczyzna, snuje się ze swym chłystkowatym kolegą po okolicy. Trafiają do gospody prowadzonej przez jego rodziców. Tutaj rozpoczyna się sadomasochistyczna wojna psychologiczna pomiędzy światem młodych i starych, pomiędzy byciem sobą a sztucznością. Zmieniają się maski, gęby i pupy. Utwór ma klimat oniryczny i tajemniczy. Bohaterowie są jakby zahipnotyzowani sobą oraz sztucznością siebie samych. Zetknięcie świata ojcowizny i synczyzny wytwarza nową groteskową jakość. Ludzie jawią się jako marionetki na scenie życia, szukające swej własnej tożsamości. Autor zadaje pytania: kim jednak jesteśmy, skoro ciągle gramy, skoro ktoś ciągle gra wobec nas, skoro cały świat jest wielką błazenadą?
Ślub to dramat formy ludzkiej, która nie potrafi znaleźć własnego, autentycznego oblicza. Wedle utworu jesteśmy czymś na podobieństwo tanich aktorów w codziennym teatrze życia. Gramy raz króla, raz błazna, ale nie wiemy naprawdę kim jesteśmy. W Ślubie autor powraca do dychotomii „ojczyzny – synczyzny” zaprezentowanej wyraźnie w Trans-Atlantyku. Jest on też konsekwentną kontynuacją dyskursu pisarza nad właściwościami „ja” i literacką transpozycją nurtów filozoficznych temu poświęconych. Nawet użycie bogatego i rubasznego, lub wręcz wulgarnego języka, którym opisuje skomplikowane intelektualno-filozoficzne zagadnienia jest świadomym i realizowanym wedle żelaznej zasady chwytem artystycznym. Wielu reżyserów uznaje Ślub za świetną kompozycję sceniczną.

## Przekład na język kaszubski
W 2011 nakładem Gdańskiego Towarzystwa Promocji Kultury Akademickiej wydano przekład dramatu Gombrowicza na język kaszubski. Przetłumaczenia dokonała Hanna Makurat pod naukową redakcją Jerzego Tredera. Utwór w kaszubskiej wersji nosi tytuł Zdënk.

## Wybrane inscenizacje
- 1974: Teatr Dramatyczny w Warszawie, reż. Jerzy Jarocki
- 1984: Teatr im. Cypriana Kamila Norwida w Jeleniej Górze, reż. Krystian Lupa
- 1991: Teatr Stary w Krakowie, reż Jerzy Jarocki
- 1998: Teatr Narodowy w Warszawie, reż. Jerzy Grzegorzewski
- 2004: Teatr im. Wilama Horzycy w Toruniu, reż. Elmo Nuganen
- 2012: Teatr Polski w Bydgoszczy, reż. Paweł Wodziński
- 2015: Teatr Baj Pomorski w Toruniu, reż. Zbigniew Lisowski[4]
- 2016: Teatr Współczesny w Szczecinie, reż. Anna Augustynowicz
- 2016: Teatr Dramatyczny im. Jana Kochanowskiego w Opolu, reż. Anna Augustynowicz
- 2018: Teatr Narodowy w Warszawie, reż. Eimuntas Nekrošius
- 2023: Teatr Banialuka w Bielsku-Białej

Źródło: Encyklopedia teatru polskiego.